# Heet bier
Heet bier (Gronings: haitbier) was een typisch Groningse streekdrank.
Het werd onder meer genuttigd na het schaatsen.
K. ter Laan schrijft over het gerecht dat het moet worden gemaakt met kluinbier. Dat wordt niet meer gebrouwen. Volgens een beschrijving in de Nieuwe Veendammer courant moeten er ook eieren aan toegevoegd worden.